# مسجد أزيران
مسجد أزيران (بالفارسية: مسجد ازیران) هو مسجد تاريخي يعود إلى عصر الدولة السلجوقية، ويقع في مقاطعة أصفهان.